# Mount Apolotok
Mount Apolotok är ett berg i Antarktis. Det ligger i Östantarktis. Nya Zeeland gör anspråk på området. Toppen på Mount Apolotok är 2 555 meter över havet.
Terrängen runt Mount Apolotok är huvudsakligen kuperad, men åt sydväst är den platt. Trakten är obefolkad. Det finns inga samhällen i närheten.